# Taparella ambigua
Taparella ambigua är en insektsart som beskrevs av Medler 1991. Taparella ambigua ingår i släktet Taparella och familjen Flatidae. Inga underarter finns listade i Catalogue of Life.